# Ordre royal de Sainte-Isabelle de Portugal
L'ordre royal de Sainte-Isabelle de Portugal (en portugais : Ordem da Rainha Santa Isabel) est un ordre dynastique catholique romain dont la Grande Maîtresse est en 2020 Isabel de Castro Curvello de Herédia, duchesse de Bragance.

## Histoire
Le roi Jean VI de Portugal crée cet ordre le 4 novembre 1801 en l'honneur de la reine Sainte Isabelle (1271-1336), épouse du roi portugais Denis Ier, investissant sa femme Carlota Joaquina comme grande maîtresse de l'ordre.
L'ordre, limité à un total de vingt-six membres, est exclusivement réservé aux nobles catholiques.
Le 5 octobre 1910, la monarchie est remplacée par une république. L'ordre, qui était considéré comme dynastique, a continué d'être conféré par le roi Manuel II du Portugal, qui en exil l'a également remis à sa femme. Après sa mort, la reine et la reine mère ont continué à utiliser l'insigne de l'ordre de la grande maîtresse.
En 1986 Duarte duc de Bragance rétablit l'ordre de Sainte Isabelle en tant qu'ordre dynastique honorifique de la famille royale portugaise. La duchesse de Bragance est l'actuelle Grande Maîtresse. En plus d'honorer les femmes nobles portugaises le jour de la fête de la sainte, célébrée chaque année le 4 juillet au monastère de Santa Clara-a-Nova à Coimbra, la maison royale a, depuis 2000, conféré l'ordre à diverses reines, princesses et femmes qui se sont dévouées au sein des associations caritatives portugaises.
La ceinture de l'ordre est rose pâle séparée par une bande blanche au milieu. Sur le médaillon couronné qui l'accompagne figure une effigie de la reine sainte donnant de l'argent à un pauvre homme. Cette image est entourée d'un cadre avec des roses (une allusion au miracle de la reine). La devise de l'insigne est Pauperum Solatio .

## Dames actuelles de Sainte-Isabelle
L'intronisation cérémonielle annuelle des Nobles dames de Sainte-Isabelle a lieu au couvent de Santa Clara à Coimbra, le 4 juillet,.
Dame grande maîtresse
Isabel de Castro Curvello de Herédia, duchesse de Bragance.
Dames
- La duchesse de Coimbra, fille de la duchesse de Bragance.
- La Grande-Duchesse de Luxembourg[3].
- La duchesse de Castro[3].
- La gardienne du trône de Roumanie[3].
- Margareta, princesse de Liechtenstein[3].
- Christine, princesse d'Orléans-Bragance .
- Eleonora d'Orléens-Bragance, la princesse de Ligne[3].
- Marie-Thérèse, princesse de Hohenberg, Lady Bailey[4].
- Philomena, Comtesse de Paris[5].